# Distretto di Cassano sopra Adda
Il distretto di Cassano sopra Adda era il nome di un distretto progettato dal governo giacobino della Repubblica Cisalpina nel dipartimento dell'Adda. Come molti enti simili, non trovò piena applicazione a causa del caotico periodo rivoluzionario in cui fu ideato, e venne soppresso dopo solo un anno a causa di nuovi rivolgimenti politici.

## Storia
La Costituzione della Repubblica Cisalpina progetto un nuovo ordinamento degli enti locali lombardi, partendo dal presupposto di una nuova geografia basata su una razionalizzazione illuministica anziché sui retaggi di secoli di storia. La funzione dei distretti, che andavano a sostituire l'istituto plurisecolare della pieve, sarebbe divenuto quello di svolgere le più alte funzioni municipali nelle aree di notevole parcellizzazione comunale.
Nell'area orientale milanese, la vecchia pieve di Pontirolo venne dotata di un nuovo capoluogo e spostata sotto Lecco, staccandole un paio di comuni periferici. Il distretto venne classificato col numero 9.
Definito dalla legge 6 germinale anno VI, l'ente non riuscì ad avere una vera applicazione, poiché pochi mesi dopo il golpe militare riversò il primo governo giacobino sostituendolo con uno più finalizzato ad ottenere risparmi per la guerra. Il distretto di Cassano, ritenuto troppo piccolo, venne subito cancellato a favore di circoscrizioni più ampie.

## Territorio
Il territorio del distretto prendeva quello dell'ex Pieve di Pontirolo da Milano, con Busnago e Porto d'Adda date a distretti vicini.
Col golpe del 1798, un nuovo colpo di teatro portò il distretto addirittura sotto Bergamo.

## Distretto del Naviglio
Il golpe militare del 1798 ridusse il numero dei distretti e abolì i più piccoli dipartimenti, onde ricavare risparmi per le spese belliche.
Abbandonata l’estemporanea idea di una provincia lecchese, il distretto di Cassano fu ribattezzato Distretto del Naviglio, con riferimento alla Martesana, e divenne il numero 1 del Serio. I comuni ricompresi furono: Albignano, Basiano con Castellazzo e uniti, Bellinzago, Bellusco con Camuzzago, Bisentrate, Busnago, Cambiago con Torrazza de’ Mandelli, Cassano sopra Adda, Cassine San Pietro, Cavaione, Cavenago, Colnago, Concesa, Cornate, Cornegliano, Gessate, Grezzago, Groppello, Incugnate, Inzago, Masate, Mezzago, Ornago con Rossino, Pozzo con Bettola, Pozzolo, Roncello, Trecella, Trezzano, Trezzo, Truccazzano, Vaprio. La popolazione era di 21 500 persone.
Il territorio del distretto fu ampliato con parti del distretto di Vimercate e del distretto di Melzo giunti dall’Adda (ex pieve di Settala, di origine milanese) e del distretto di Gorgonzola giunti dall’Olona (ex pieve di Gorgonzola, tranne il capoluogo ma recuperando Cambiago). 
Dopo che l’invasione tedesca del 1799 tentò di riproporre le vecchie pievi, al loro ritorno nel 1800 i francesi ora con un governo con basi più borghesi non ricrearono più questo livello amministrativo creando al loro posto i cantoni, e più in generale in questa zona azzerarono la confusione ingeneratasi riportando tutto sotto Milano.